# Nusa Indah
Nusa Indah is een bestuurslaag in het regentschap Bengkulu van de provincie Bengkulu, Indonesië. Nusa Indah telt 5313 inwoners (volkstelling 2010).